# Transportation Security Administration
De Transportation Security Administration (TSA) is een agentschap van het United States Department of Homeland Security (DHS) dat gezag heeft over de veiligheid van het reizende publiek in de Verenigde Staten. Het werd gecreëerd als reactie op de aanslagen op 11 september 2001.
De nadruk van de werking ligt op de vliegreizen. De TSA heeft screening officers in luchthavens, gewapende Federal Air Marshals in vliegtuigen, en mobiele teams van hondengeleiders en explosieven-specialisten.

## Oprichting
De TSA werd opgericht als onderdeel van het programma voorzien in de Aviation and Transportation Security Act, voorgedragen door afgevaardigde Don Young in het Huis van Afgevaardigden en senator Ernest Hollings in de Senaat en aangenomen door het 107de Amerikaans Congres en vervolgens in wetgeving omgevormd door de handtekening van president George W. Bush op 19 november 2001. Oorspronkelijk was de TSA onderdeel van het United States Department of Transportation en aangestuurd door minister van Transport Norman Mineta werd de TSA getransporteerd naar het United States Department of Homeland Security op 9 maart, 2003.

## Werking
Norman Mineta vertrok van het principe dat een enkel federaal agentschap beter de luchtvaartsector kon beveiligen dan private firma's die contracten hadden voor de beveiliging van een luchthaventerminal in opdracht van een enkele luchtvaartmaatschappij of een groep luchtvaartmaatschappijen.
De initiële screening van kandidaten voor de toen nieuw opgerichte TSA was een grootschalig personeelsproject dat in korte tijd werd voltooid. De enige dergelijke oefening in de Amerikaanse geschiedenis die in de buurt kwam, was het testen van rekruten voor de strijdkrachten in de Tweede Wereldoorlog. Voor de TSA werden in de periode van februari tot december 2002 1,7 miljoen kandidaten beoordeeld om 55.000 vacante posities in te vullen.
Met nationale, lokale en regionale partners houdt de TSA toezicht op de beveiliging van snelwegen, spoorwegen, bussen, massale transitsystemen, pijpleidingen en havens. Het grootste deel van de inspanningen van de TSA ligt echter in de beveiliging van de luchtvaart. De TSA is verantwoordelijk voor het screenen van passagiers en bagage op meer dan 450 Amerikaanse luchthavens.
Beveiliging door particuliere firma's is daarbij niet verdwenen onder de TSA, waardoor luchthavens kunnen kiezen voor federale screening en bedrijven inhuren om de klus te klaren. Dergelijke bedrijven moeten nog steeds TSA-goedkeuring krijgen in het kader van het Screening Partnership Program (SPP) en de TSA-procedures volgen. Onder de Amerikaanse luchthavens met particuliere controlepunten bevindt zich San Francisco International Airport, Kansas City International Airport, Greater Rochester International Airport en Key West International Airport.
Op 16 oktober 2005 keurde de minister van Binnenlandse Veiligheid, Michael Chertoff, de overdracht goed van de Federal Air Marshal Service van de U.S. Immigration and Customs Enforcement (ICE) naar de TSA als onderdeel van een bredere afdelingsreorganisatie om de organisatie van het Department of Homeland Security beter in overeenstemming te brengen met de vernieuwde objectieven van het ministerie waaronder de consolidering en versterking van de handhaving en veiligheid van de luchtvaart op federaal niveau en de verbetering van de coördinatie en efficiëntie van luchtvaartbeveiligingsoperaties.
Als onderdeel van deze herschikking werd de directeur van de Federal Air Marshal Service ook assistent-beheerder voor het TSA Office of Law Enforcement (OLE), dat bijna alle TSA-rechtshandhavingsdiensten huisvest.